# 失敗

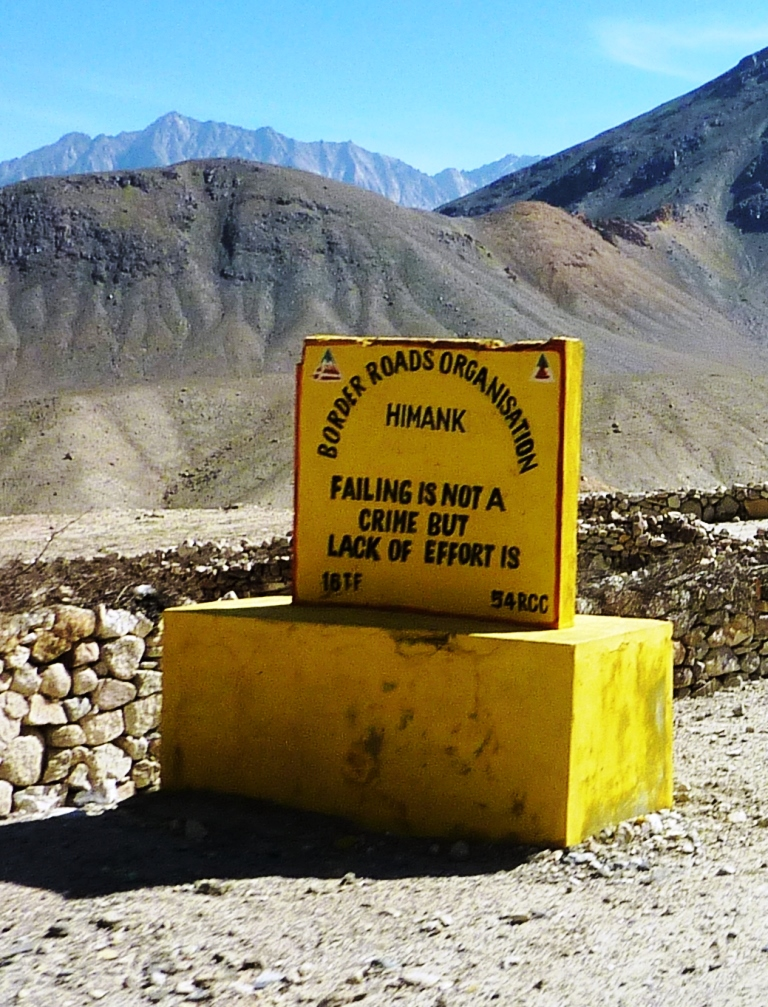
“失败不是罪过，但缺乏努力才是”——克什米尔的列城到努布拉路上的路标

失败（英語：failure）也稱為失效，是未达到理想或预期目标的状态或条件，可被视为成功的对立面。失败的标准取决于具體環境，并且可能与特定的观察者或思维体系有关。一个人可能认为失败而另一个人认为是成功，尤其是在直接竞争或零和博弈的情况下。 类似地，不同的观察者或参与者可能对一种情况的成功或失败程度有不同的看法，例如存在一个人认为失败的情况，另一个人可能认为成功的情况。
由于对这些标准的定义不明确或定义不明确，可能也很难或不可能确定一种情况是否符合失败或成功的标准。 寻找有用且有效的标准或启发式方法来判断成功或失败，这件事本身可能就是一项重要的任务。